# Süll
Das Süll (niederdeutsch für Schwelle) oder der Süllrand ist die aufrechtstehende Einfassung von Öffnungen im Deck von Schiffen und Booten. Das Lukensüll oder die Lukenkumming (bei Seeschiffen), beziehungsweise der Dennebaum (bei Binnenschiffen) dient zur Versteifung des Schiffskörpers und sorgt für eine Abgrenzung gegen Wasser, welches das Deck überspült.
Bei kleineren Booten wie Kajaks ist der Süllrand nur wenige Zentimeter hoch. An ihm verklammert sich der Gummizug der Spritzdecke. Bei einem Schiff, das in der offenen See operiert, kann das Lukensüll der Ladeluken auch zwei Meter und höher sein.

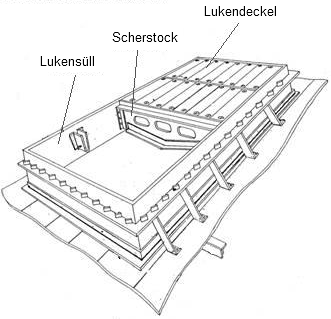
Schemazeichnung einer Luke mit Lukensüll
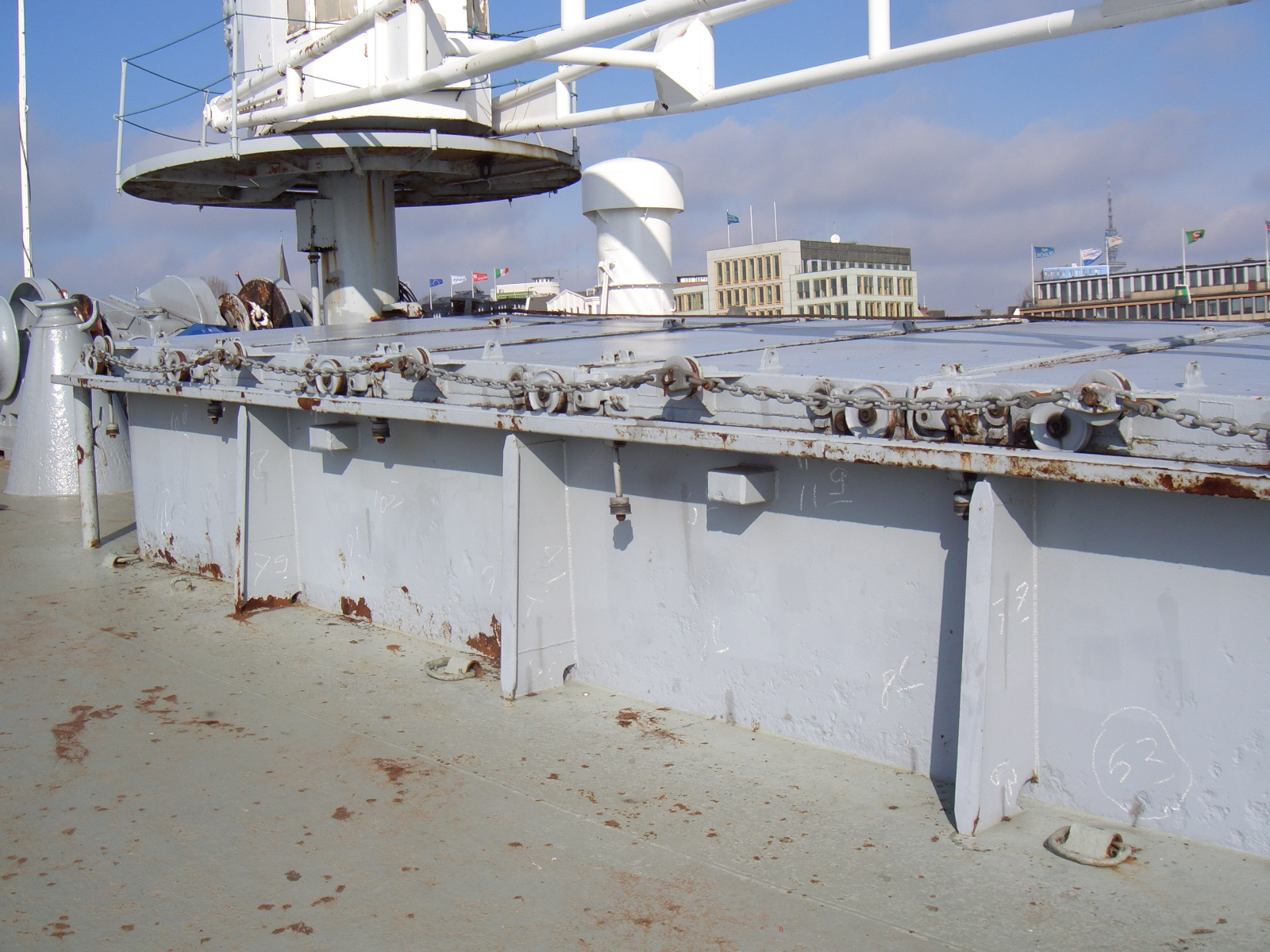
Niedriges Lukensüll auf einem älteren Stückgutschiff
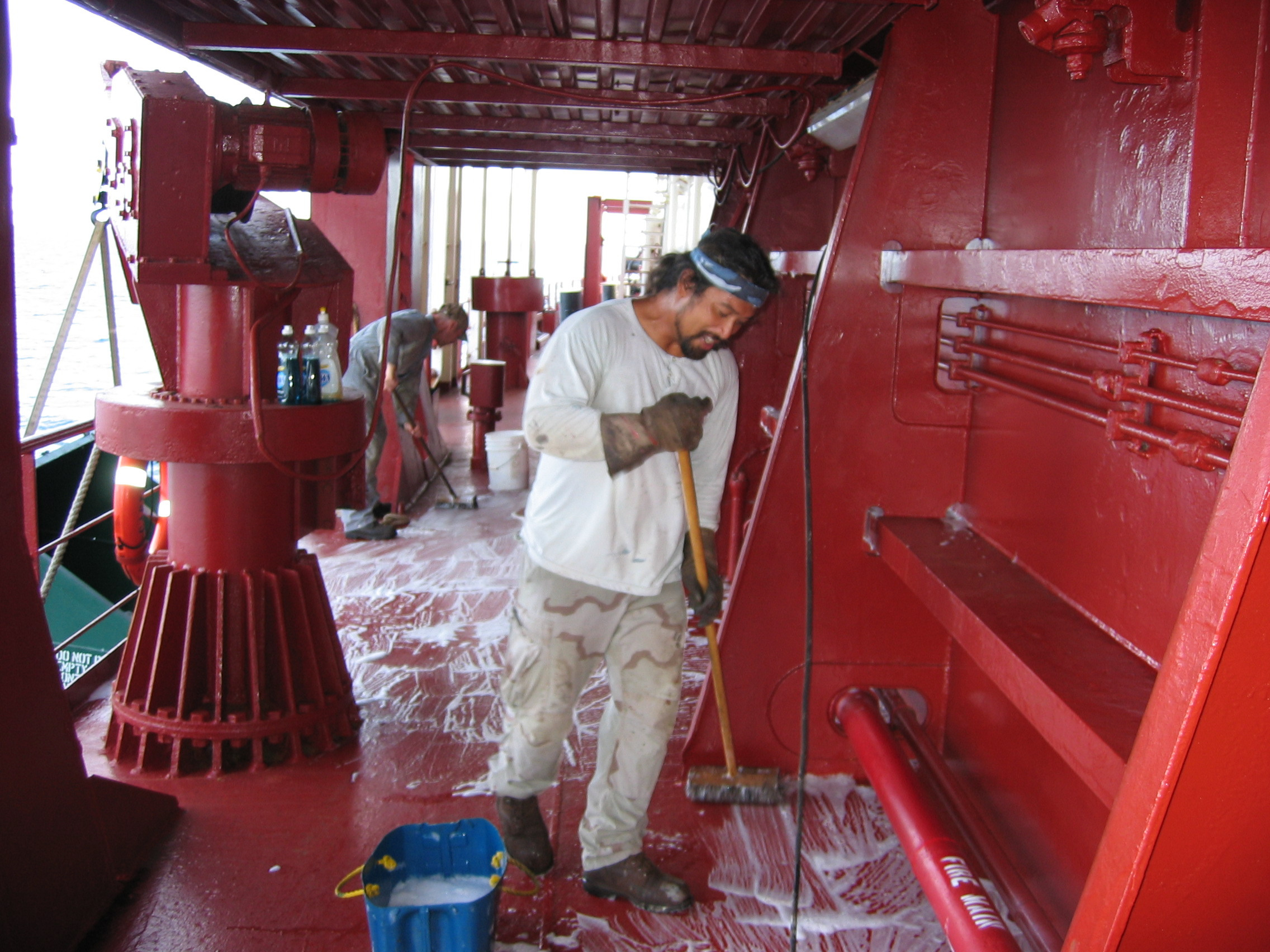
Hohes Lukensüll auf einem Containerschiff (rechts im Bild)
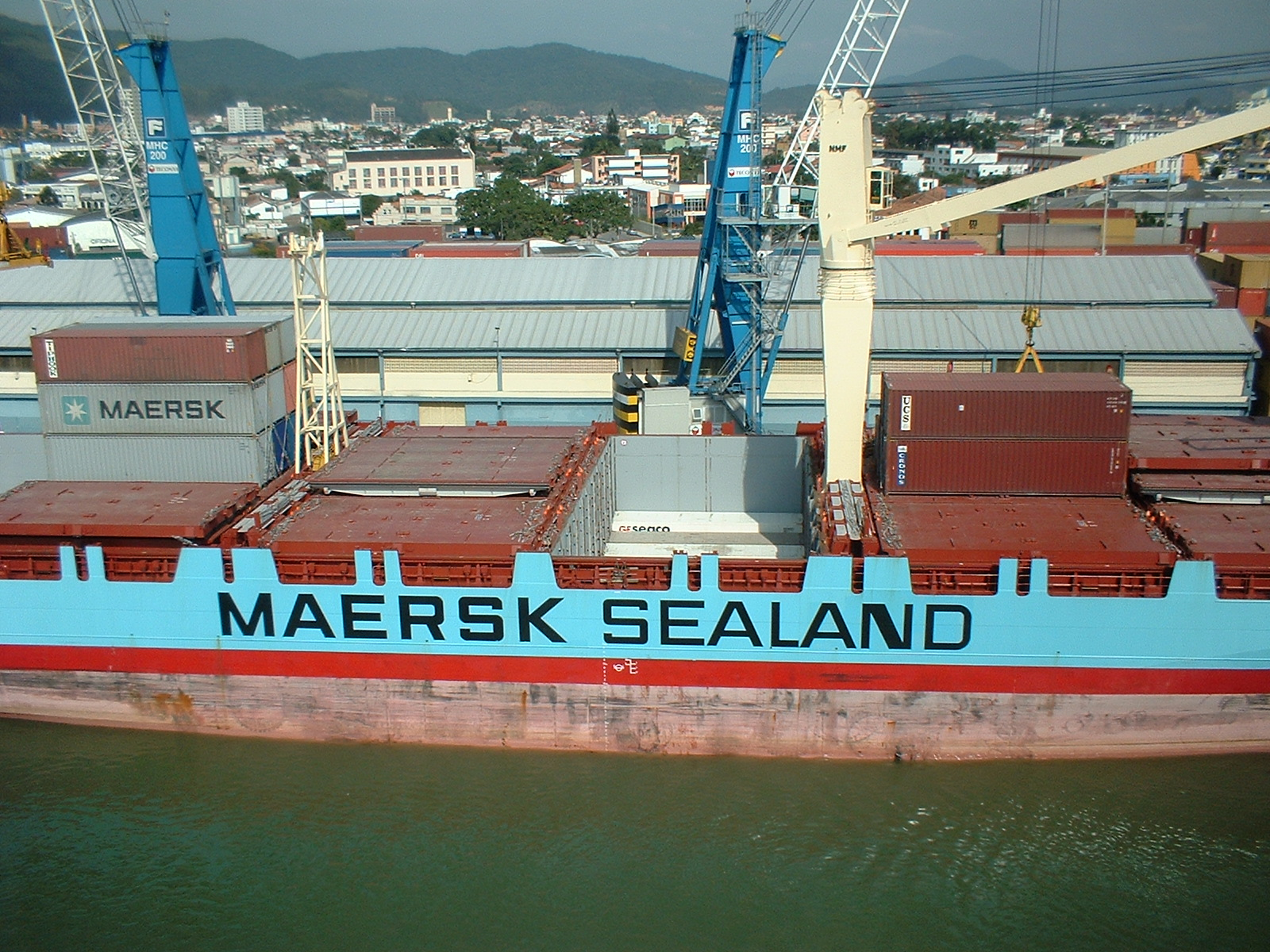
Lage des Lukensülls auf einem Containerschiff: Das braune Lukensüll zieht sich oberhalb der blauen Bordwand über die gesamte Bildbreite, teilweise verdeckt durch nach oben reichende Containerstützen.
Süllrand eines Wildwasserkajaks, um den die Spritzdecke greift